# Démographie des Kiribati
Les habitants de l'état insulaire des Kiribati sont les Gilbertins (en gilbertin, I-Kiribati). On rencontre également de plus en plus[réf. nécessaire] Kiribatien voire Gilbertien (notamment dans le dictionnaire Le Robert et dans les publications du ministère français des Affaires étrangères et européennes, même si cette version est considérée comme fautive et inutile par beaucoup - cf. ). En 2015,  la démographie est dynamique bien que le solde migratoire soit négatif. Le taux de fécondité est élevé (2,48 enfants par femme). La population des Kiribati est estimée à 105 711 habitants. Les densités non-urbaines sont parmi les plus fortes du monde, notamment à Betio, sur l'atoll de Tarawa.

## Migration et composition culturelle

### Langues
Tandis que l'anglais est la langue utilisée par la constitution, pour les lois et les actes officiels, le kiribati ou gilbertin est la langue vernaculaire habituelle, largement parlée par la totalité des habitants de la république (une langue austronésienne, descendante du Proto-Océanique, reconnue à parité à l'anglais par la constitution de 1979). Seules des minorités négligeables parlent également tuvalu, ils sont en effet 0,3 % de la population. Il s'agit des descendants des habitants des îles Ellice restés sur place lors de la séparation des Tuvalu en 1976. Le gilbertin est également parlé aux Tuvalu (sur l'île de Nui), aux Fidji (île Rabi) et aux îles Salomon, ainsi que par les quelques expatriés en Nouvelle-Zélande et aux États-Unis (Hawaii).

### Religions
Le christianisme est la religion principale dans le pays, parfois mélangé à quelques pratiques des croyances ancestrales (de type animiste). La majorité des chrétiens est catholique (diocèse de Tarawa et Nauru) mais la Kiribati Protestant Church (KPC, congrégationalistes) est très bien représentée, dépassant plus d'un tiers de la population (de même que l'Église de Jésus-Christ des saints des derniers jours et des Églises protestantes comme les adventistes et la Church of Christ, ces derniers nettement moins nombreux). La foi baha'ie est également répandue, surtout à Tarawa et à Christmas (moins de 3 %).

### Santé

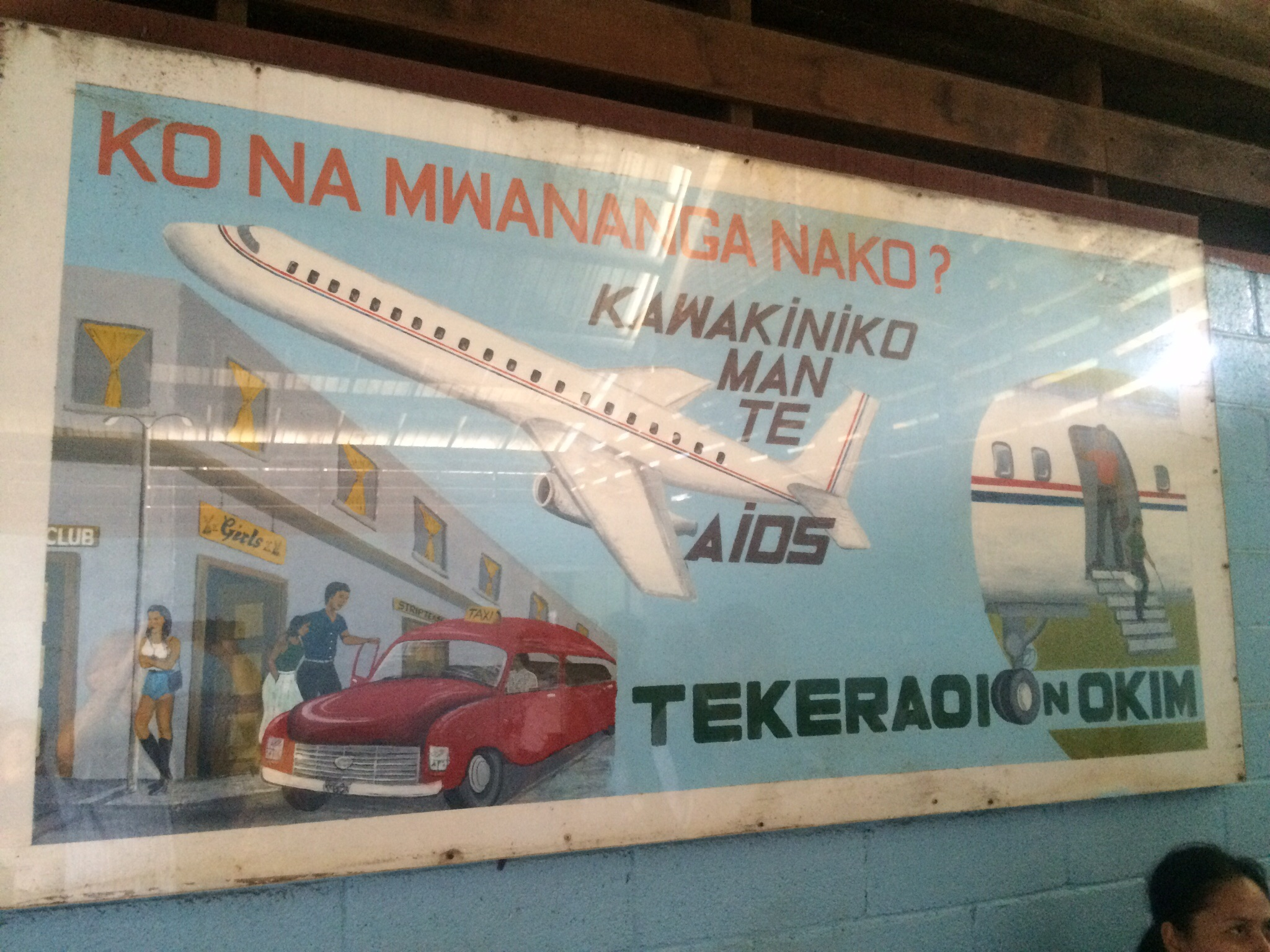
Affiche de prévention contre le sida

## Sources
1. ↑  Indicateurs du World-Factbook publié par la CIA.
2. ↑  Le taux de variation de la population 2018 correspond à la somme du solde naturel 2018 et du solde migratoire 2018 divisée par la population au 1er janvier 2018.
3. ↑  Indicateurs du World-Factbook publié par la CIA.
4. ↑  L'indicateur conjoncturel de fécondité (ICF) pour 2018 est la somme des taux de fécondité par âge observés en 2018. Cet indicateur peut être interprété comme le nombre moyen d'enfants qu'aurait une génération fictive de femmes qui connaîtrait, tout au long de leur vie féconde, les taux de fécondité par âge observés en 2018. Il est exprimé en nombre d’enfants par femme. C’est un indicateur synthétique des taux de fécondité par âge de 2018.
5. ↑  Indicateurs du World-Factbook publié par la CIA.
6. ↑   Le taux de natalité 2018 est le rapport du nombre de naissances vivantes en 2018 à la population totale moyenne de 2018.
7. ↑  Indicateurs du World-Factbook publié par la CIA.
8. ↑   Le taux de mortalité 2018 est le rapport du nombre de décès, au cours de 2018, à la population moyenne de 2018.
9. ↑  Indicateurs du World-Factbook publié par la CIA.
10. ↑  Le taux de mortalité infantile est le rapport entre le nombre d'enfants décédés à moins d'un an et l'ensemble des enfants nés vivants.
11. ↑  L'espérance de vie à la naissance en 2018 est égale à la durée de vie moyenne d'une génération fictive qui connaîtrait tout au long de son existence les conditions de mortalité par âge de 2018. C'est un indicateur synthétique des taux de mortalité par âge de 2018.
12. ↑  L'âge médian est l'âge qui divise la population en deux groupes numériquement égaux, la moitié est plus jeune et l'autre moitié est plus âgée.
13. ↑  https://www.cia.gov/the-world-factbook/countries/kiribati Population estimation CIA